# Hertug af Cambridge
Hertug af Cambridge er en engelsk (senere britisk og hannoveransk) titel, der blev oprettet i 1660. 
Otte medlemmer af kongeslægten har benyttet titlen. Der er dog kun udnævnt seks officielle hertuger af Cambridge. Desuden har 2 af kongeslægtens medlemmer været markiser af Cambridge. 
Titlen er knyttet til universitetsbyen Cambridge i det sydøstlige England. 

## Sønner afJakob 2. af England

### Titulær hertug af Cambridge
- oktober 1660 – maj 1661: Charles Stuart, titulær hertug af Cambridge, ældste søn af Jakob 2. af England.

### Hertuger af Cambridge
- juli 1663 – juni 1667: James Stuart, 1. hertug af Cambridge, anden søn af Jakob 2. af England.
- oktober 1667 – juni 1671: Edgar Stuart, hertug af Cambridge, fjerde søn af Jakob 2. af England.

### Titulær hertug af Cambridge
- november – december 1677: Charles Stuart, titulær hertug af Cambridge, femte søn af Jakob 2. af England.

### Hertuger af Cambridge
Tekst mangler, hjælp os med at skrive teksten

## Huset Hannover
- 1706-1727: George, kurprins af Hannover, hertug af Cambridge, blev prins af Wales i 1714, var konge fra 1727 til 1760 konge som Georg 2. af Storbritannien og Hannover.
- 1801-1850: Prins Adolf, hertug af Cambridge, vicekonge i Hannover 1816-1837, syvende søn af Georg 3. af Storbritannien, oldesøn af Georg 2. af Storbritannien, morfar til Adolf, 1. markis af Cambridge og Mary af Teck, britisk dronning.
- 1850-1904: Prins George, hertug af Cambridge, født i Hannover i 1819, i den hannoveranske hær til 1837, derefter i den britiske hær, hvor han var øverstbefalende 1856-1895, søn af Adolf, hertug af Cambridge, vicekonge i Hannover 1816-1837, morbror til Adolf, 1. markis af Cambridge og Mary af Teck, britisk dronning.

## Huset Mountbatten-Windsor
- 2011-: Prins William Arthur Philip Louis af Wales, 1982-, (ældste søn af Charles 3. af Storbritannien og hans første frue Prinsesse Diana), gift 29. april 2011 med Kate Middleton. Blev prins af Wales i 2022.

### Markiser af Cambridge
Tekst mangler, hjælp os med at skrive teksten

## Huset Teck
- 1917-1927: Adolf Cambridge, 1. markis af Cambridge, dattersøn af Adolf, hertug af Cambridge, der var vicekonge i Hannover 1816-1837, bror til den britiske dronning Mary af Teck.
- 1927-1981: George Cambridge, 2. markis af Cambridge, søn af Adolf, 1. markis af Cambridge, brorsøn til den britiske dronning Mary af Teck.